# Львовско-Черновицкая стратегическая оборонительная операция
Львовско-Черновицкая стратегическая оборонительная операция — принятое в советской историографии название для оборонительной операции РККА и ВМФ СССР, проведённой в ходе Великой Отечественной войны на Западной Украине, Северной Буковине c 22 июня по 6 июля 1941 года.  Непосредственно предшествовала Киевской стратегической оборонительной операции.
В рамках стратегической операции проведены:
- Приграничное сражение на Украине;
- Львовско-Луцкая оборонительная операция;
- Станиславско-Проскуровская оборонительная операция;
- Битва за Дубно — Луцк — Броды.

## Территория
Боевые действия сторонами в ходе операции велись на территории Западной Украины и Северной Буковины Разграничительная линия наступления группы армий «Юг» проходила по линии от Люблина до устья Дуная. Эта полоса входила в зону ответственности советского Юго-Западного фронта и 9-й отдельной армии (оборонительные действия которой, а затем и всего Южного фронта, в отечественной военно-исторической науке выделяются в отдельную Оборонительную операцию в Бессарабии). Севернее наступали части группы армий Центр, там советские войска проводили Белорусскую стратегическую оборонительную операцию.

### Период
Операция проводилась с 22 июня 1941 года по 6 июля 1941 года.
До операции боевых действий не велось. Непосредственным продолжением операции, без перерыва, стала Киевская стратегическая оборонительная операция.

## Силы сторон

### Вермахт
Перед началом операции на фронте протяжением от Люблина до устья Дуная развернулась группа армий «Юг»: 6-я,17-я и 11-я полевые армии и 1-я танковая группа (11-я армия вместе с 3-й и 4-й румынскими армиями противостояли советским 9-й и 18-й армиям в Молдавии, см. Приграничные сражения в Молдавии). Её действия поддерживал 4-й воздушный флот.

### РККА
Киевское направление прикрывал Юго-Западный фронт в составе 5-й, 6-й, 26-й и 12-й общевойсковых армий.
- 5-я армия (15-й и 27-й стрелковые, 9-й и 22-й механизированные корпуса) прикрывала луцкое направление на участке от Влодавы до Крыстынополя на юг.
- 6-я армия на львовском направлении Крыстынополь, Грабовец (6-й, 37-й стрелковые, 4-й и 15-й механизированные и 5-й кавалерийский корпуса, 4-й и 6-й укреплённые районы).
- 26-я армия (8-й стрелковый корпус, 8-й механизированный корпус, 8-й укреплённый район — Перемышльский).
- 12-я армия (13-й и 17-й стрелковые корпуса и 16-й механизированный корпус) прикрывала границу западнее города Станиславов.

Также к силам фронта относились 31-й, 36-й, 49-й и 55-й стрелковые корпуса, 1 вдк, 19-й и 24-й механизированные корпуса, 1 УР (Киевский), 3 УР (Летичевский), 5 УР (Коростенский), 7 УР (Новоград-Волынский), 13 УР (Шепетовский), 15 УР (Остропольский), 17 УР (Изяславский).

## Планы сторон
По плану «Барбаросса» войскам группы «Юг» предписывалось: имея впереди танковые и моторизованные соединения и нанося главный удар левым крылом на Киев, уничтожить советские войска в Галиции и западной части Украины, своевременно захватить переправы на Днепре в районе Киева и южнее обеспечить дальнейшее наступление восточнее Днепра. 1-й танковой группе предписывалось во взаимодействии с 6-й и-17-й армиями прорваться между Рава-Русской и Ковелем и через Бердичев, Житомир выйти к Днепру в районе Киева. Далее, двигаясь вдоль Днепра в юго-восточном направлении, она должна была воспрепятствовать отходу оборонявшихся советских частей на Правобережной Украине и уничтожить их ударом с тыла.
Согласно Директиве НКО СССР от 22.06.1941 № 3, Юго-Западному фронту предписывалось прочно удерживая границу с Венгрией, концентрическими ударами в общем направлении на Люблин силами 5 и 6А, не менее пяти мехкорпусов и всей авиации фронта, окружить и уничтожить группировку противника, наступающую на фронте Владимир-Волынский, Крыстынополь, к исходу 26.6 овладеть районом Люблин.

## Боевые действия в ходе операции
В 3:30 22 июня 1941 года немецкая авиация нанесла удар по аэродромам, а также по районам сосредоточения и выдвигающимся колоннам войск. В 4:00 началась кратковременная артиллерийская подготовка, В 5-6 часов немецкие войска перешли в наступление и началось приграничное сражение.
Как и планировалось, 1-я танковая группа наносила удар в общем направлении Устилуг — Житомир — Киев, частью сил наступая на юг. С нею соседствовала с юга 17-я армия, наносившая удар на Львов и Перемышль. На южном фланге действовала 11-я армия, наносившая удар севернее Станислава. 6-я полевая армия наступала вслед за 1-й танковой группой несколько севернее — непосредственно на Ковель.
Главный удар немцы нанесли севернее львовского выступа. Соотношение сил в принципе позволяло советским войскам отразить наступление, но большая часть их располагалась в стороне от направления немецкого главного удара и была растянута в глубину, что затрудняло реализацию имевшихся возможностей. Используя 15 — 20-километровые промежутки между приграничными советскими дивизиями и подавляющее превосходство в силах на направлении главного удара, 6 пехотных и танковая дивизии врага в первый же день войны прорвались на расстояние до 30 километров в глубину советской территории.
На начало наступления части советской 5-й армии в основном заняли свои оборонительные рубежи на границе. Пограничное охранение в полосе наступления было смято в течение дня, а к 12-00 (в основном ранее) 23 июня 1941 года повсеместно оборона советских войск на границе была прорвана. Соединения 5-й армии отходили, в основном, на северо-восток и восток.
Главный удар наносили танковые соединения вермахта; прорывая оборону и не останавливаясь для боёв с расчленёнными советскими соединениями, они продвигались на восток. Так, уже к концу дня 23 июня 1941 года 3-й моторизованный корпус вышел к Владимир-Волынскому, но был задержан почти на неделю в ходе танкового сражения у  Дубно — Луцк — Броды. Однако советский контрудар превратился в разрозненные действия танковых соединений: одни начинали атаку, другие завершали ее, а третьи только подходили. Многие советские части и соединения, в том числе основные силы 8-го механизированного корпуса, оказались в окружении.
Таким образом, в результате удара танковых соединений вермахта в первый же день войны Юго-Западный фронт оказался расчленённым практически по линии разграничения 5-й и 6-й армий. Что касается южного, 3-го моторизованного корпуса, то он вырвался на оперативный простор и, практически не встречая сопротивления, продвигался к Житомиру по дороге от Дубно. 11-я танковая дивизия 23 июня вступила в бои на подступах к Радехову, где занял оборону 36-й стрелковый корпус совместно с 40-й танковой дивизией. Одновременно с этими силами 15-го механизированного корпуса и 4-го механизированного корпуса был организован контрудар во фланги 11-й танковой дивизии. Приказ о его проведении в соответствии с планом прикрытия государственной границы был отдан ещё в 09:45 22 июня. Контрудар проводился 23-29 июня. Таким образом, части 3-го моторизованного корпуса были связаны с фронта обороной 5-й армии РККА, с флангов (в основном с южного) — действиями механизированных корпусов. В целом, контрудар не дал ощутимого результата, хотя и задержал части 3-го корпуса на неделю.

В это же время 17-я армия 22 июня вышла к Рава-Русскому укрепрайону, оседлав шоссе на Львов, части 101-й пехотной дивизии вошли в Перемышль.
После этого основные силы северного фланга группы армий «Юг» повернули на юго-восток для окружения советских войск на Правобережной Украине.
Оставшиеся разрозненные соединения 6-й армии отходили на Львов, параллельно с наступлением немецких войск. Тылы армии были отрезаны ударом 3-го моторизованного корпуса.
В период с 25 по 27 июня отдельно действующая 6-я полевая армия вела бои за Ковель. Основные силы 1-й танковой армии наступали через Житомир на Киев. 17-я полевая армия наступала через Перемышль на Львов. 11-я полевая армия, которая прикрывала границу с Венгрией, ждала части 17-й полевой армии, которая должна была перерезать отход 26-й и 12-й армиям РККА на восток.
26-я армия была поднята по боевой тревоге и выведена в места сосредоточения по плану прикрытия государственной границы. Командующий 17-й полевой армией генерал Штюльпнагель, развернувший свои дивизии на фронте от Томашува до Перемышля, наносил главный удар через Рава-Русскую на Львов и далее в общем направлении на Тарнополь. Отдельными ударами он сковывал советские силы, оборонявшие Перемышль и рубежи южнее этого города. Этот город был занят немецкими войсками днем 22 июня, но уже на следующее утро был освобожден частями Красной Армии и пограничных войск НКВД СССР. 99-я стрелковая дивизия генерала Н. И. Дементьева, действуя совместно с пограничниками и подразделениями Перемышльского укрепрайона, трижды выбивала части немецкой 101-й пехотной дивизии из пограничного Перемышля. Эта дивизия была одной из нанёсших врагу серьёзный ущерб ещё в первые дни войны.[7] Город удерживался до 27 июня, когда был окончательно оккупирован 101-й и 91-й резервной пехотными дивизиями под командованием генерал-майора Иоахима фон Рихтгофена.[8]
К 30 июня 3 стрелковых корпуса (7 дивизий) из резерва Юго-Западного фронта заняли оборону севернее Луцка по реке Стырь и на рубеже Дубно, Кременец, Золочев. Однако между Луцком и Дубно остался незанятый промежуток, куда устремились девять немецких дивизий, в том числе шесть танковых и моторизованных. Им противостояли лишь остатки 9-го механизированного корпуса и мотострелковая дивизия 16-й армии, которая занимала оборону в городе Острог.
Над войсками левого фланга Юго-Западного фронта нависла серьезная угроза удара в тыл с севера, а на юге крупная немецкая группировка изготовилась к наступлению с территории Румынии. Поэтому 30 июня было принято решение об отводе войск фронта на рубеж укрепленных районов по линии границы 1939 года.
Для обеспечения отвода войск 5-я армия силами стрелкового и трёх механизированных корпусов 1 июля нанесла контрудар по левому флангу немецкой 1-й танковой группы. Но он лишь на два дня задержал противника в районах Ровно и Острога. 6 июля немецкие танковые дивизии с ходу преодолели не занятые ещё не успевшими отойти на этот рубеж советскими полевыми войсками укрепрайоны первой линии, вышли к Новоград-Волынскому укрепрайону и, обойдя его с севера и юга, начали наступление на Киев.

## Итоги
В ходе активных боевых действий в приграничных районах и на промежуточных оборонительных рубежах, контрударами механизированных корпусов и общевойсковых соединений в районе Дубно, Луцк, Ровно войска Юго-Западного фронта нанесли противнику большие потери и замедлили продвижение его группировки на киевском направлении, что позволило отвести основные силы фронта и занять оборону в укрепленных районах на старой государственной границе, в стране проведена мобилизация.

## Потери
К 6 июля людские потери Юго-Западного фронта и 18-й армии Южного фронта составили 241 594 человека, в том числе безвозвратные 172 323 человека. Они лишились 4381 танка, 1218 боевых самолетов, 5806 орудий и минометов. Соотношение сил изменилось в пользу противника. Владея инициативой и сохранив наступательные возможности, группа армий «Юг» готовила удар из района западнее Киева на юг в тыл Юго-Западному и Южному фронтам.